# 라빌 이시야노프
라빌 아흐메둘로비치 이시야노프(러시아어: Равиль Ахмедуллович Исьянов, 1962년 8월 20일 ~ 2021년 9월 30일)는 러시아의 텔레비전 배우, 영화배우, 성우, 연극 배우이다.
보스크레센스크에서 태어났다.

## 영화
- 스나이퍼 고스트 슈터 (2016년)
- 페탈 온 더 윈드 (2014년)
- 홀즈 (2003년)
- 둠스데이어 (2000년) - 빅토르 도르스토이 역
- 오메가 코드 (1999년)